# 圣老楞佐桥
圣老楞佐桥（Ponte San Lorenzo）是意大利帕多瓦跨巴基廖内河的四座古罗马拱桥之一，建于公元前47-30年，是世界上最早的拱桥之一。
圣老楞佐桥长53.30米，宽8.35米。桥梁上的题字表明其施工日期为公元前47-30年。 
这座三拱桥位于圣方济各街，今天大部分被周围逼近河岸的建筑物遮挡 。帕多瓦的另外两座古罗马桥梁视线同样受阻。